# Vaishno Devi
Koordinaten: 33° 1′ 46,5″ N, 74° 56′ 53,7″ O

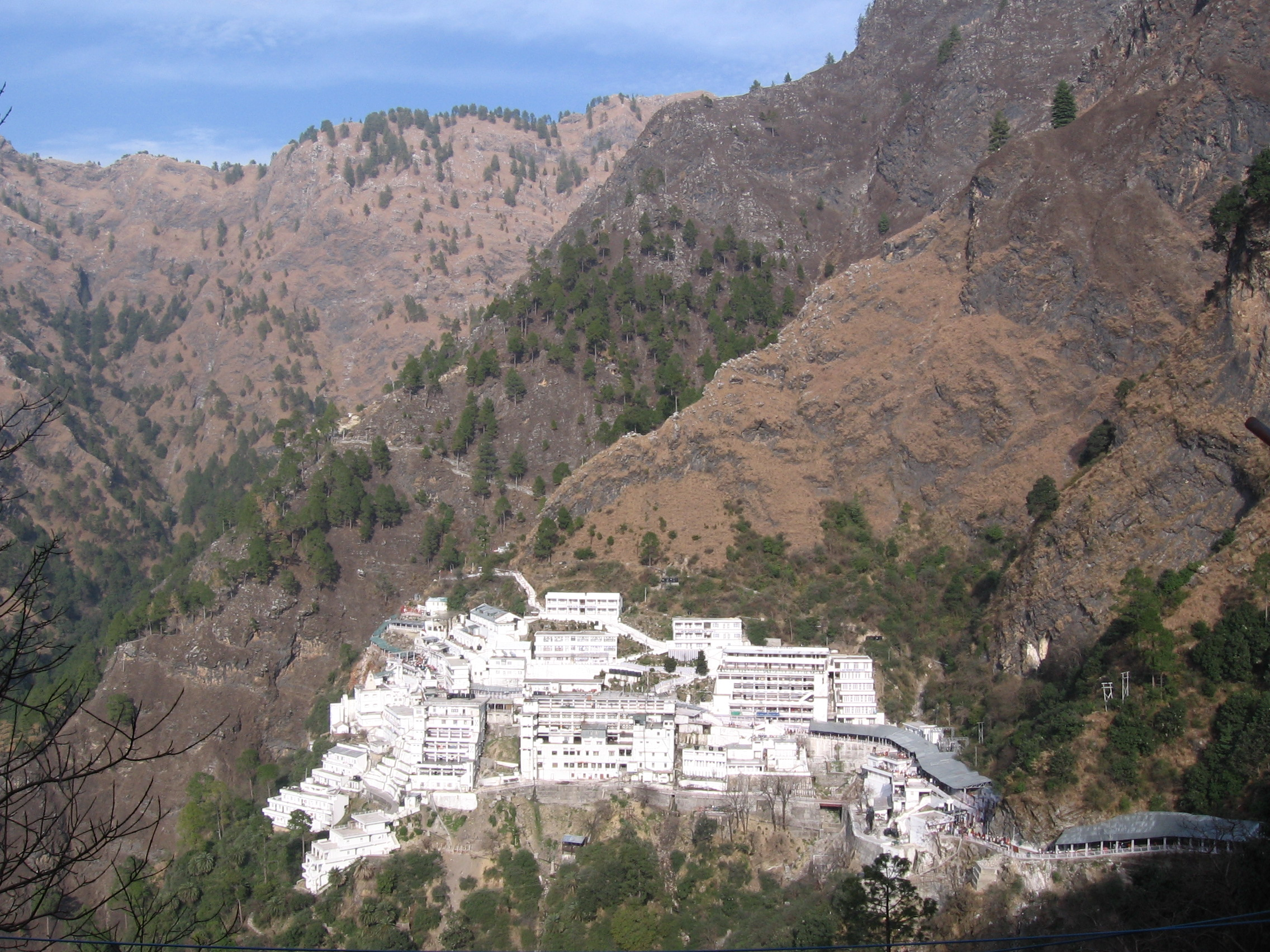

Der Vaishno-Devi-Tempel, auf dem gleichnamigen Berg gelegen, ist einer der heiligsten Tempel des Hinduismus und der Göttin Shakti gewidmet.
Er befindet sich in der Nähe der Stadt Katra im indischen Unionsterritorium Jammu und Kashmir.
Am Neujahrstag 2022 kam es zu einer durch einen Streit zwischen Besuchern ausgelösten Massenpanik, dabei kamen mindestens 12 Menschen ums Leben.